# Thược dược Nhật Bản
Thược dược Nhật Bản (danh pháp hai phần: Paeonia japonica) là một loài thực vật trong chi Mẫu đơn, họ Mẫu đơn. Đây là loài bản địa ở các đảo phía bắc Nhật Bản. Những bông hoa luôn có màu trắng. Nó mọc trong điều kiện miền núi trong rừng cây rụng lá. Loài này cũng tương tự như Paoenia obovata, nhưng nhỏ hơn.

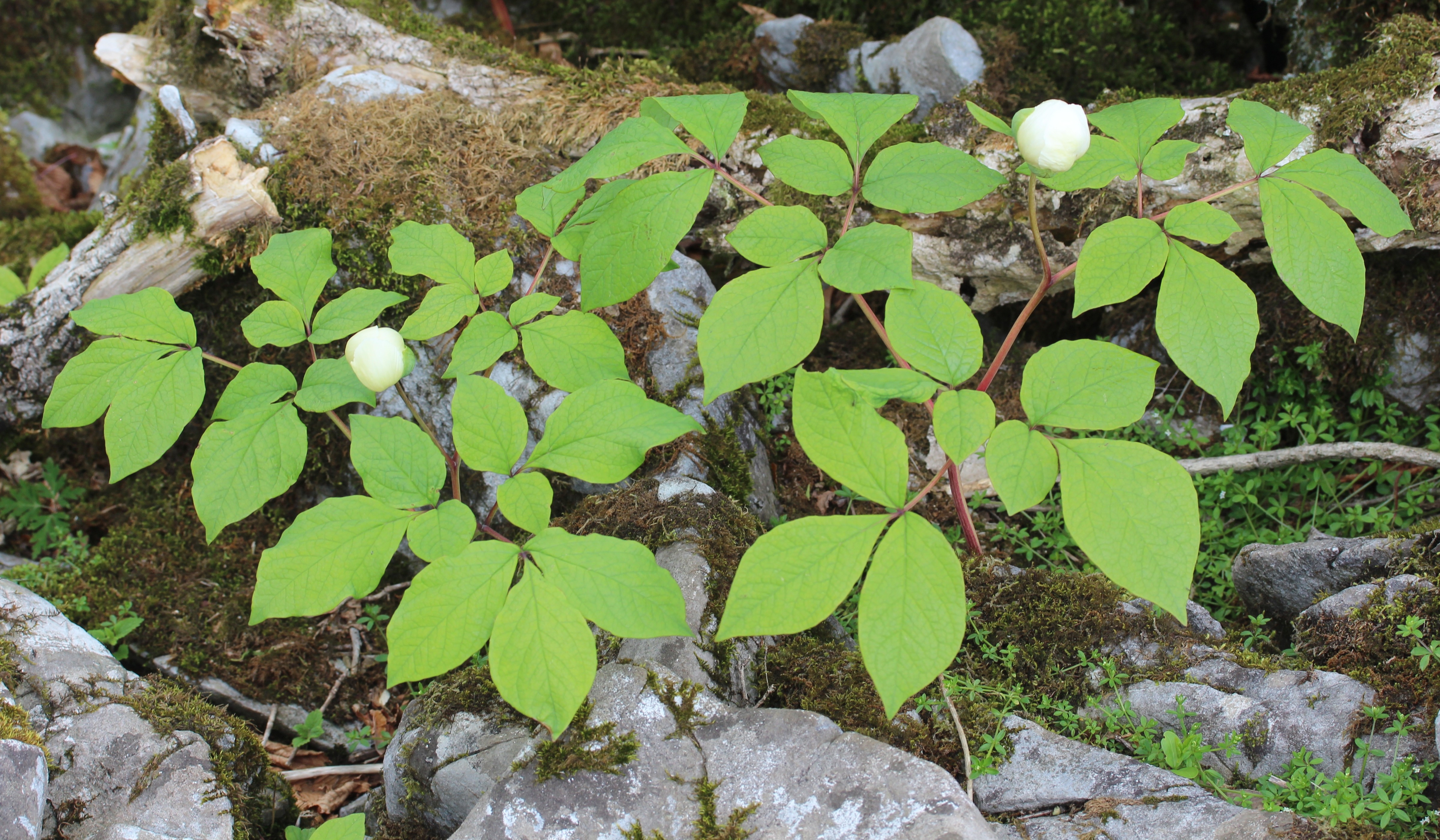
Thược dược Nhật Bản
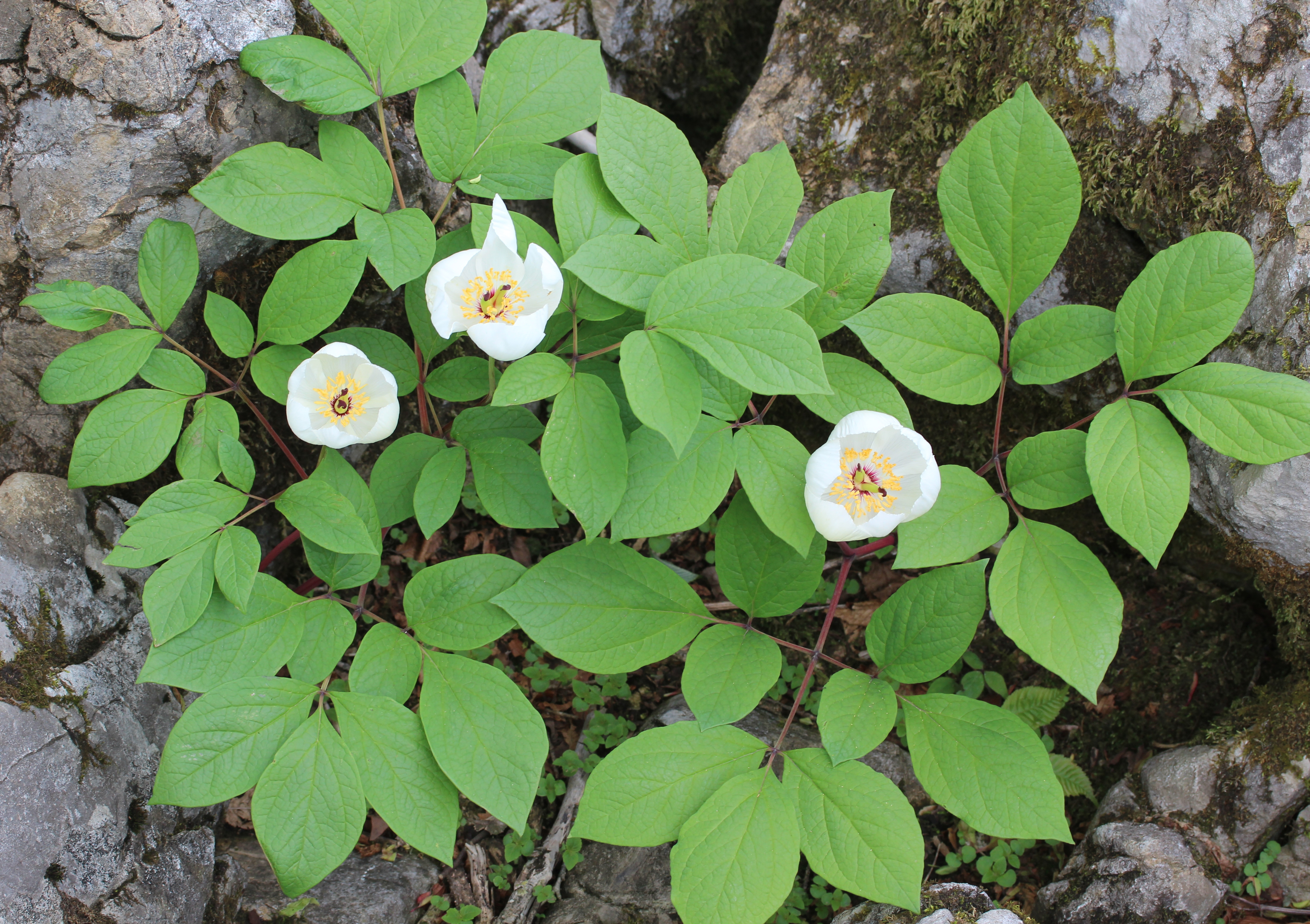
Hoa thược dược Nhật Bản
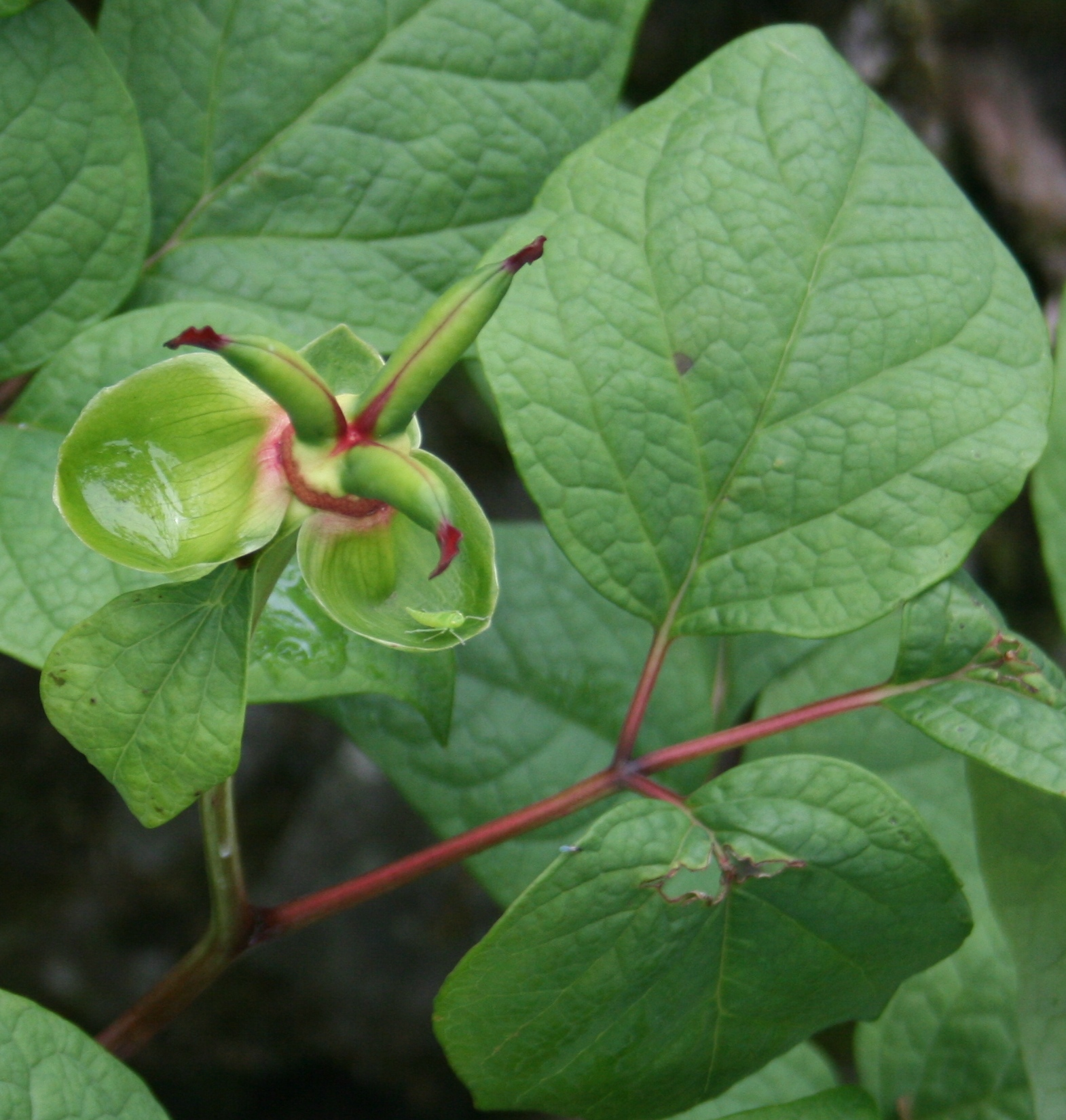
Quả thược dược Nhật Bản